# Żuniewo
Żuniewo – przysiółek wsi Hornowo w Polsce, położony w województwie podlaskim, w powiecie siemiatyckim, w gminie Dziadkowice.
W latach 1975–1998 przysiółek administracyjnie należał do województwa białostockiego.
Wierni kościoła rzymskokatolickiego należą do parafii Matki Bożej Bolesnej w Osmoli.